# Mers el-Kébir
Cet article concerne la commune de Mers el-Kébir. Pour l'attaque de Mers el-Kébir en 1940, voir Attaque de Mers el-Kébir.
Mers el-Kébir (en arabe: المرسى الكبير, Marsa Al-Kabir), Portus Divinus à l'époque antique, est une ville portuaire de la mer Méditerranée et une commune d'Algérie, située sur le golfe d'Oran, à 7 km au nord-ouest d'Oran. Elle abrite la principale base navale algérienne.

## Géographie

### Situation
La commune de Mers el-Kébir est située au nord de la wilaya d'Oran, sur le littoral méditerranéen, à l'extrémité occidentale de la baie d'Oran qui s'étend de Mers el-Kébir à la pointe Canastel. Elle est séparée d'Oran par le massif du Murdjajo.
| Aïn El Turk | Aïn El Turk   | Mer Méditerranée |
| Aïn El Turk | Mers el-Kébir | Mer Méditerranée |
| Oran        | Oran          | Oran             |

### Géographie humaine
Mers el-Kébir est située sur la route nationale 2, qui relie relie Oran à Aïn El Turk avec plusieurs passages en corniche et tunnel. Le site de l'agglomération est exigu, coincé entre le versant montagneux et le port. C'est un grand port au fond d'une rade qui est bien protégé naturellement.

### Secteurs, lieux-dits
En 1984, la commune de Mers el-Kébir est constituée à partir des lieux-dits suivants :
- Cité de Orarsenis (ex-Plateau Saint-Georges)
- de Sahara (ex-Andrioli)
- d'Ezzouhour (ex-Roseville)
- Hassiba Ben Bouali (ex-cité Jeanne d'Arc)
- Hansali Lahcéne (ex-cité Long Champ)
- Dadayoum (ex-Clotilde)

## Toponymie
Mers el-Kébir signifie en arabe « le grand port » (Al marasa al kabir), par opposition au vieux port d'Oran (Mers es Sghir) « le petit port ».

## Histoire

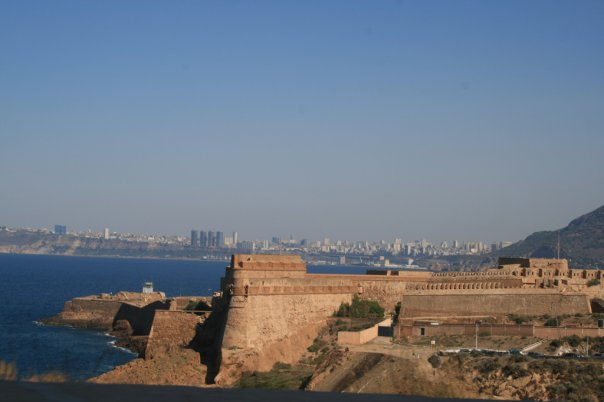
Fort de Mers el-Kébir.

La présence humaine remonte à la préhistoire dans le fond de la baie. Les hommes y vivaient dans les grottes.
Mers el-Kébir était d'abord un port punique du nom d'Arylon, plus connu par les textes antiques ainsi. Il sera après romanisé du nom de Portus Divinis (port des dieux), avant de devenir un arsenal naval almohade au XIIe siècle, dominé ensuite par les souverains zianides de Tlemcen. 
Pendant longtemps, il y a eu une certaine confusion entre Marsa Al-Kabir et Wahran. Cependant, il convient de noter que depuis le Xe siècle, le centre urbain principal était la ville de Wahran, qui correspond au site actuel de la ville d'Oran. En revanche, Marsa Al-Kabir jouait un rôle de port, sans présence importante de populations résidentes. Ce n'est qu'au XVIe siècle, lorsque Léon l'Africain mentionna Marsa Al-Kabir, que cette dernière fut désignée comme une petite ville construite par les rois de Tlemcen. Les textes arabes décrivent le port comme bien abrité qui permet le débarquement de grands bateaux.
En 1501 les Portugais tentent de prendre la ville mais sont repoussés. Elle fut occupée par les Espagnols qui en prirent possession en 1505 sous le cardinal Cisneros et la gardèrent jusqu'à la reconquête d'Oran et de Mers el-Kébir en 1792, à l'exception de l'intermède de 1708 à 1732. La restitution de Mers el-Kébir d'Oran a été le fruit d'une longue période de lutte acharnée des Algériens face aux Espagnols.
En 1563, le Beylerbey d'Alger Hassan Pacha, lance une offensive pour reprendre Oran et Mers el-Kébir avec des troupes composées de différentes tribus. Il s'empare facilement du fort les Saints et organise un blocus de Mers el-Kébir le 5 avril. Mais après plusieurs et vaines tentatives et d'affrontements militaires, il lève le siège le 8 juin. Cet événement historique, considéré comme étant l'un des plus meurtriers, connaît un retentissement littéraire important, aussi bien en arabe qu'en espagnol. 
En 1678, Mers el-Kébir connaît un nouveau siège où le gouverneur par intérim d'Oran est tué au cours d'un combat. En 1687, un autre gouverneur espagnol est tué dans les mêmes conditions. Le 20 janvier 1708, lorsque Oran tombe entre les mains du bey de l'Ouest, Mustapha Bouchelaghem, Mers el-Kébir résiste jusqu'au 3 avril de la même année. Bien que ces tentatives militaires aient échoué, un climat d'insécurité permanent s'installe tout autour de ces deux places ce qui conduit l'Espagne à vouloir abandonner Oran tout en conservant Mers el-Kébir, sans que ce projet n'aboutisse. Après un long siège et le tremblement de terre de 1790, l'Espagne restitue librement et volontairement les deux places à la régence d'Alger en 1792.

### Période contemporaine

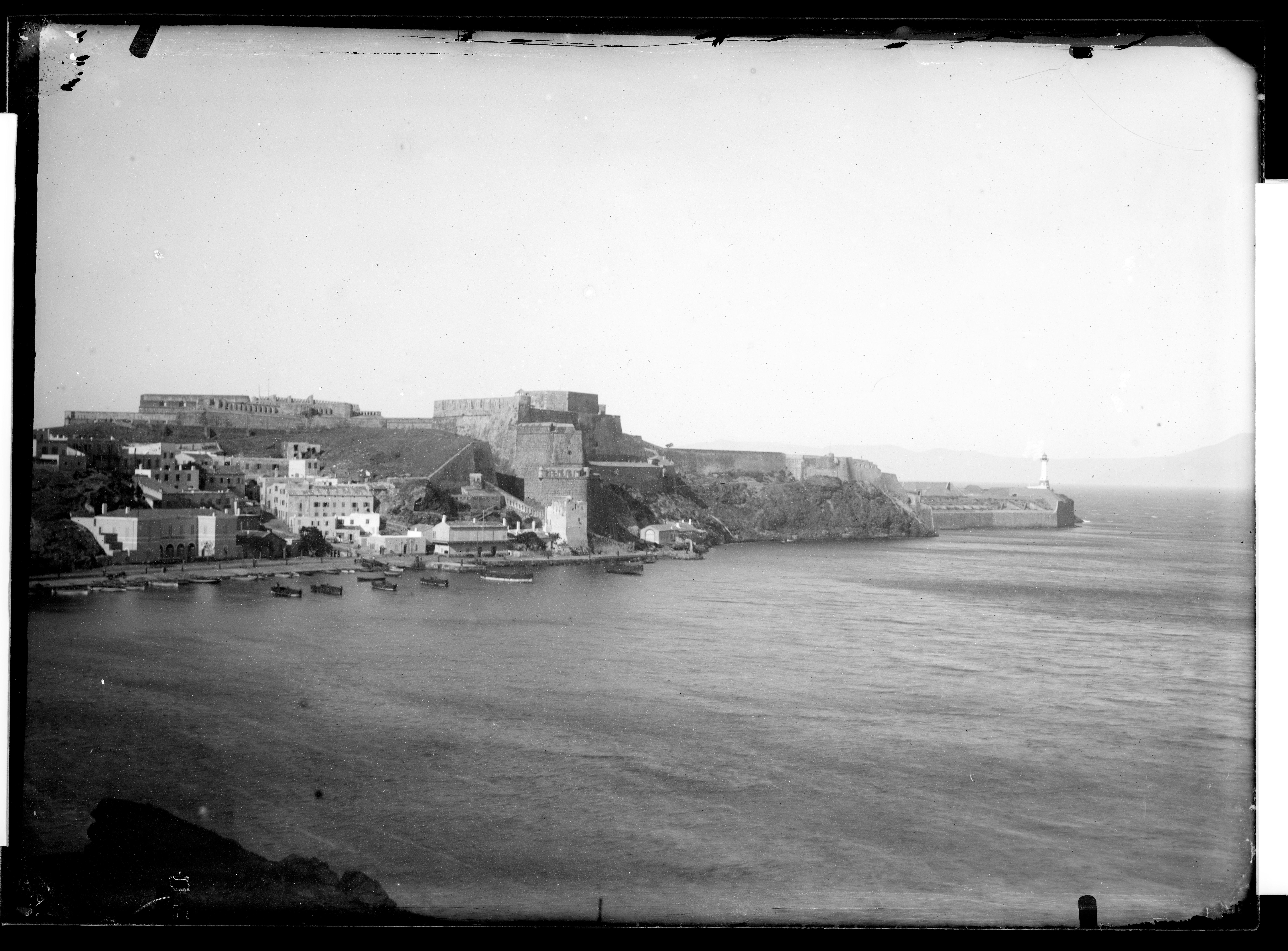
Mers el-Kébir en 1881.

Les Français occupent Mers el-Kébir en 1831, puis agrandissent le port et le dotent du phare Saint-André (détruit durant la Seconde Guerre mondiale).
En 1937, l'amiral Darlan fait créer la base navale locale destinée à tenir la Méditerranée côté africain. Au moment de la défaite française, en juin 1940, une escadre importante s'y trouve. Le port est marqué par l'attaque sur Mers el-Kébir : une escadre britannique de la Royal Navy coule les navires de la marine française qu'elle craint de voir tomber aux mains des forces de l'Axe à la suite de l'instauration du régime de Vichy.
Après la Seconde Guerre mondiale, la France utilise la base navale comme abri anti-atomique. 
Les accords d'Évian du 18 mars 1962, qui reconnaissent l'indépendance de l'Algérie, autorisent la France à conserver sa base durant 15 ans, mais la France se retire en 1968.

## Démographie

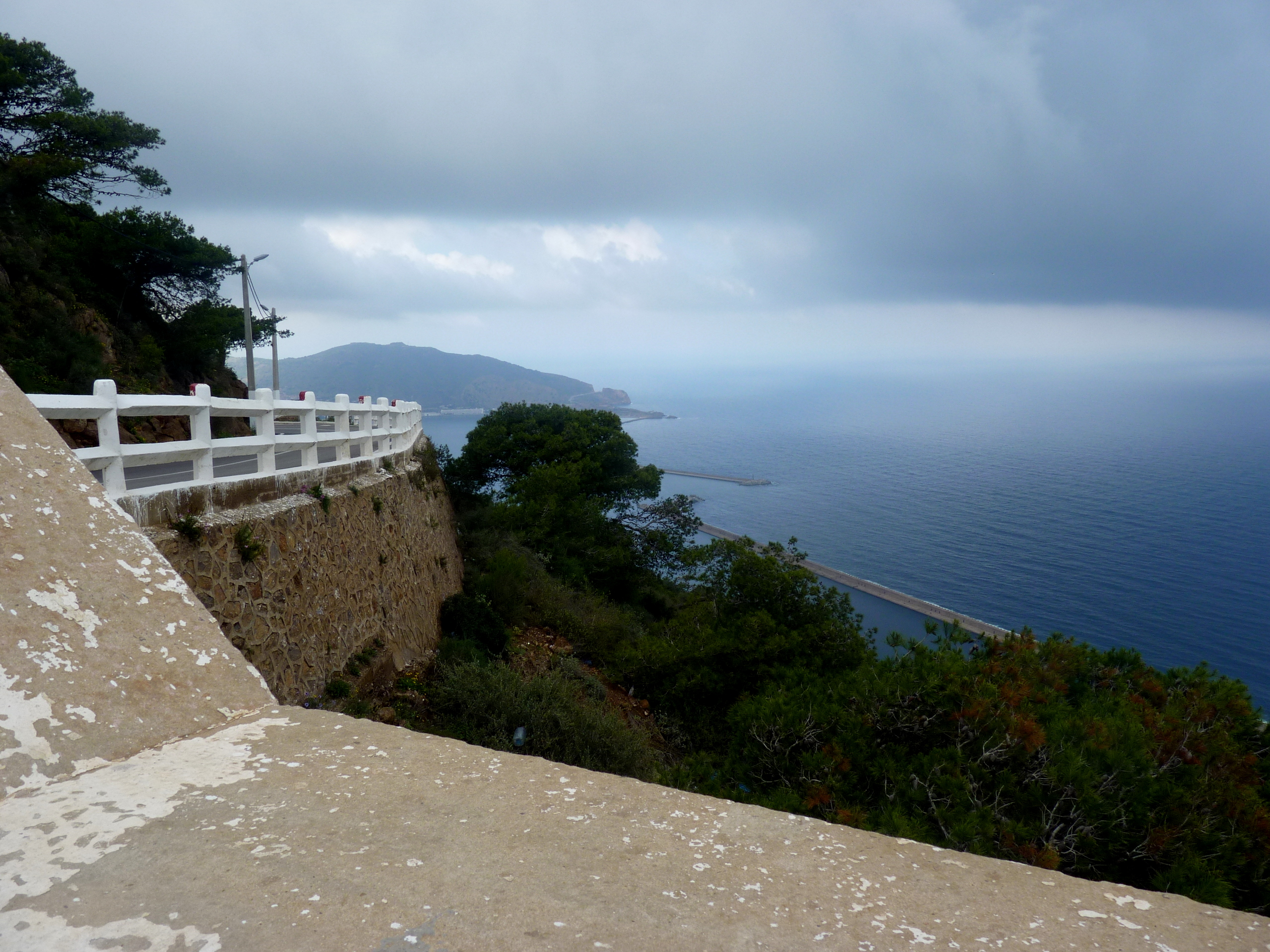
Mers el-Kébir vue depuis Santa-Cruz.

Selon le recensement général de la population et de l'habitat de 2008, la population de la commune de Mers el-Kébir est évaluée à 16 970 habitants contre 14 167 en 1998.
| 1977  | 1987   | 1998   | 2008   |
| ----- | ------ | ------ | ------ |
| 7 455 | 11 002 | 14 167 | 16 970 |

## Économie

### Secteur maritime
Le port de Mers el-Kébir est considéré comme étant le meilleur mouillage de l'Algérie.

#### Base navale
C'est la principale base navale du pays, et son principal chantier naval.

## Personnalités liées à la ville
- André Amitrano (1957-) : joueur de football professionnel
- André Castel (1943-2019) : joueur de football professionnel.
- L'amiral François Darlan (1881-1942) est inhumé depuis 1964 dans le cimetière militaire de la commune.